# Tag Team

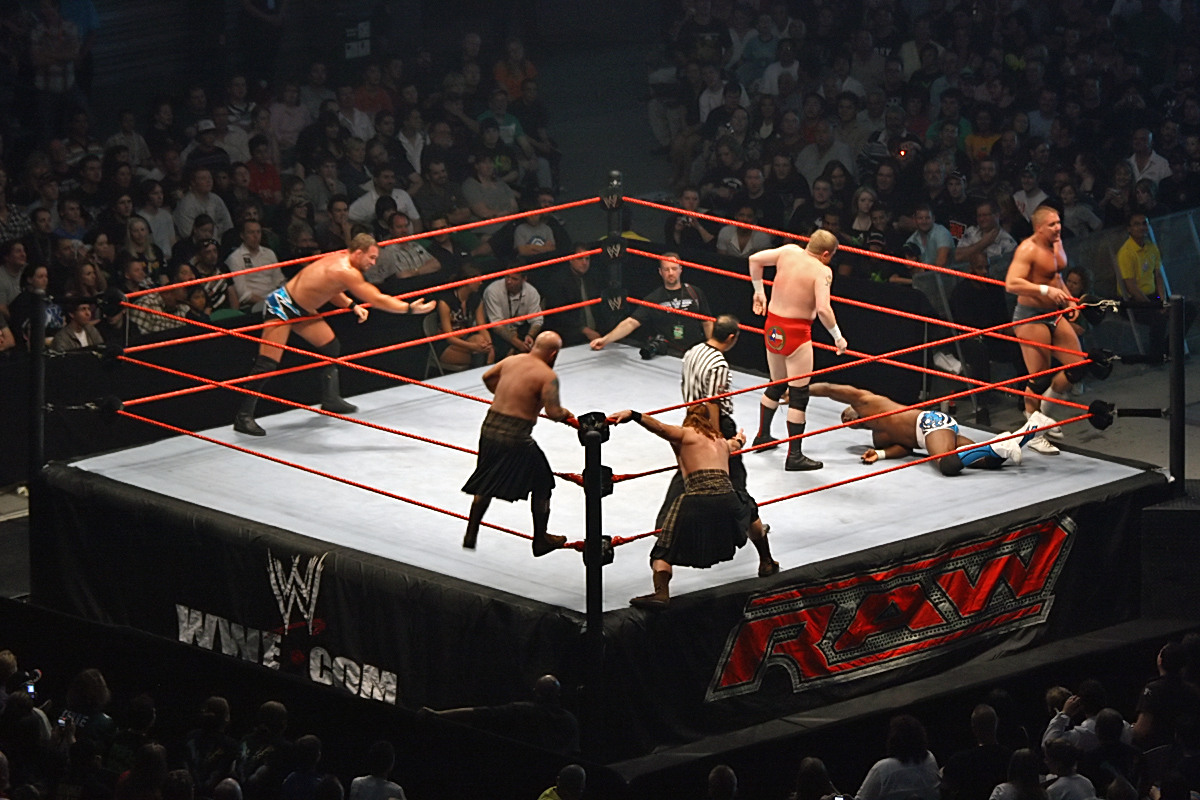
Drei Tag Teams im Ring (2007)

Tag Teams im professionellen Wrestling bestehen aus mindestens zwei Wrestlern, die gemeinsam als Team in Wrestling-Matches antreten und durch charakteristische Namen, Auftritte sowie koordinierte Kampfstrategien definiert werden. Historische Quellen verorten die Ursprünge organisierter Tag-Team-Kämpfe teils in San Francisco um 1901, während andere Belege erst ab den 1930er Jahren verlässliche Nachweise für strukturierte Teamwettbewerbe bieten.
Zentrale Regelmechanismen wie das „Tagging“ – der partnerschaftliche Wechsel durch physischen Kontakt – etablierten sich in den 1940er Jahren und bilden bis heute die Grundlage für Matchabläufe, bei denen jeweils nur ein Teammitglied als aktiver Kämpfer im Ring agiert. Neben klassischen Zweierformationen existieren Varianten wie Tornado-Tag-Matches ohne Wechselbeschränkungen oder Elimination-Matches mit mehreren Teams, die die strategische Vielfalt des Formats unterstreichen. Die narrative und sportliche Bedeutung von Tag Teams manifestiert sich durch eigene Titeldivisionen, legendäre Teamrivalitäten sowie ihre Rolle als Katalysator für Karriereentwicklungen innerhalb von Wrestling-Storylines.

## Geschichte und Entwicklung des Tag-Team-Wrestlings
Tag-Team-Matches gelten als fester Bestandteil des professionellen Wrestlings, deren historische Entwicklung über mehr als ein Jahrhundert zurückreicht. Obwohl die genauen Ursprünge des Tag-Team-Wrestlings unter Historikern umstritten sind, deuten mehrere Quellen darauf hin, dass erste organisierte Tag-Team-Kämpfe 1901 in San Francisco stattfanden und von Promotern als neuartiges Element eingeführt wurden, um das Publikumsinteresse an Wrestling-Veranstaltungen zu steigern. Dem widersprechen jedoch andere Überlieferungen, die den Beginn des ersten 2-gegen-2-Matches erst 1936 in Texas verorten. Die frühesten Teamkämpfe wurden im sogenannten „Texas Tornado“-Stil ausgetragen, bei dem sich alle vier Wrestler gleichzeitig im Ring befanden. Die heute bekannte Regel des „Tagging“, also des Abklatschens zum Partnerwechsel, wurde von Wrestling-Historikern auf etwa 1939 datiert, wobei anfangs keine Tag-Seile, sondern Handtücher zum Einsatz kamen.
Als erste offizielle Tag-Team-Titel gelten die etwa 1943 eingeführten Southern Titles aus Kentucky und Tennessee, auch bekannt als „Texas Titles“, mit Roy und Herb Welch als erste Tag-Team-Champions. Die Popularität des Tag-Team-Wrestlings stieg in den späten 1940er Jahren insbesondere durch die Dusek Riot Squad mit den ehemaligen Champions Emil und Ernie Dusek, die als erstes Main-Event-Reiseteam das Format etablierten. In den 1950er und 1960er Jahren folgten The Fabulous Kangaroos diesem Erfolg und festigten das Tag-Team-Wrestling als festen Programmbestandteil.
Mit der Zeit entwickelte sich eine komplexe Regelstruktur, wobei ein regelkonformer „Tag“ heute definiert wird durch den auf dem Apron (dem Vorsprung des Ringbodens außerhalb der Seile) stehenden inaktiven Partner, die gegenseitige Berührung beider Teamkollegen und in den meisten Fällen das Festhalten des Tag-Seils dabei.
Die Geschichte der World Tag Team Championships ist durch eine Vielzahl parallel existierender Titel gekennzeichnet, da im Gegensatz zu Einzeltiteln viele Territorien und Promotionen ihre eigenen Tag-Team-Titel als „World Tag Team Title“ deklarieren konnten. Im modernen Wrestling, besonders seit den 1970er Jahren, entwickelte sich das Tag-Team-Wrestling zu einem vielseitigen Format mit unterschiedlichen Regelwerken, Titelhistorien und Bedeutung innerhalb der jeweiligen Wrestling-Promotions.

## Regeln und Ablauf

### Grundprinzipien und Matchstruktur

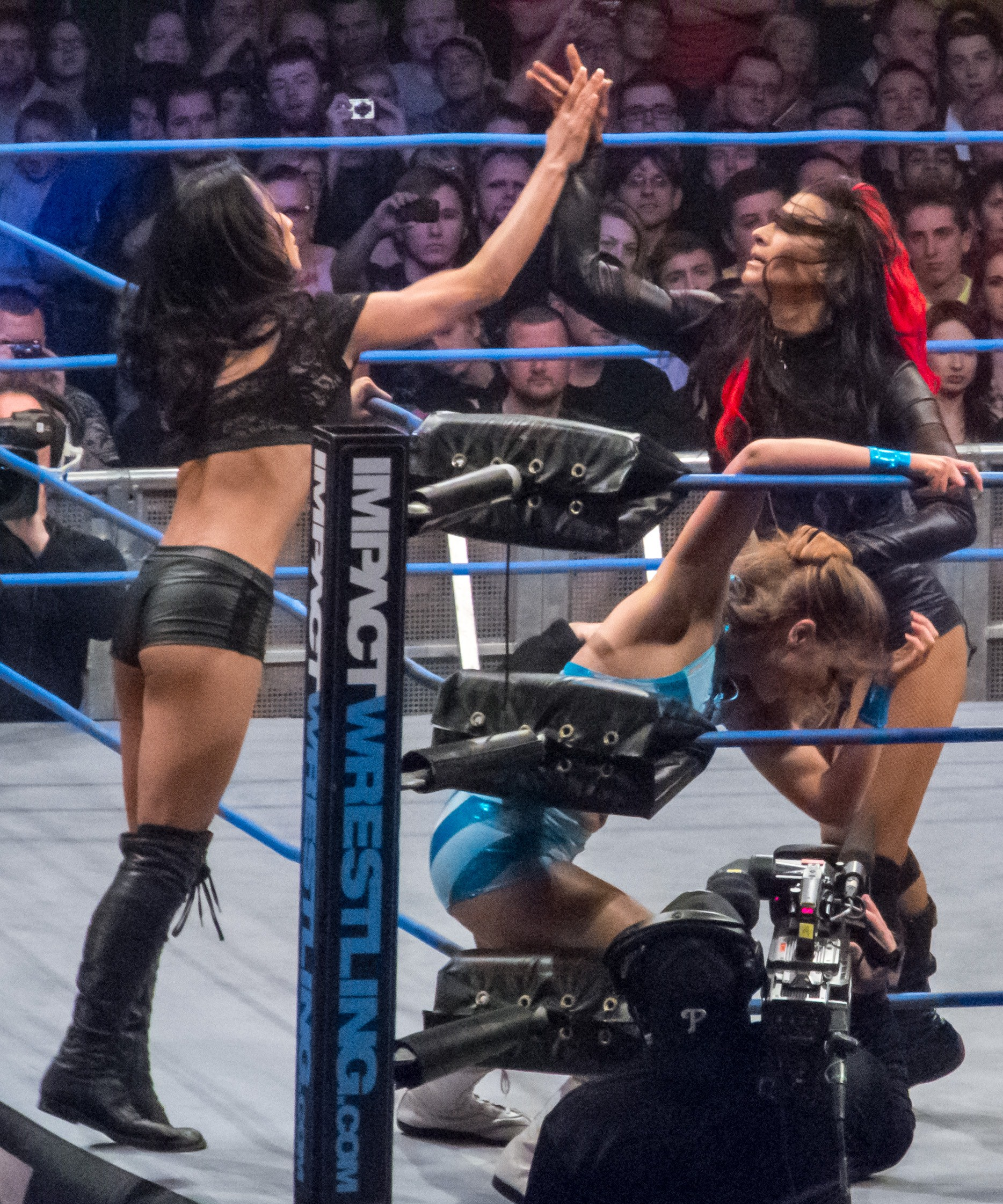
Physischer Tag zwischen Gail Kim und Tara (2013)

Tag-Team-Matches stellen im Wrestling eine beliebte Kampfvariante dar, bei der Athleten in Teams gegeneinander antreten. In der Standardform des Tag-Team-Wrestling kämpfen zwei Teams mit jeweils zwei Wrestlern gegeneinander, wobei sich pro Team immer nur ein Mitglied, der sogenannte „legale Mann“ oder die „legale Frau“, aktiv im Ring befinden darf. Die anderen Teammitglieder warten währenddessen auf dem Apron, dem erhöhten Ringrand außerhalb der Seile. Der Wechsel zwischen den Teammitgliedern erfolgt durch das namensgebende „Tag“, einen regelkonformen Kontakt zwischen den Partnern. Für einen legalen Tag muss der inaktive Partner mit beiden Füßen auf dem Ringvorsprung stehen, während er von seinem aktiven Teamkollegen berührt wird, wobei der genaue Berührungspunkt unerheblich ist. In vielen Promotions muss der wartende Partner zusätzlich das am Ringpfosten befestigte Tag-Seil festhalten, damit der Wechsel als regelkonform gilt. So wird sichergestellt, dass der Teampartner in seiner Ringecke steht. Der Ringrichter muss diesen Kontakt sehen oder hören, um den Tag als legal anzuerkennen.

### Ablauf nach dem Tag
Nach einem erfolgreichen Tag existiert eine zeitlich begrenzte Phase, in der beide Teammitglieder gemeinsam im Ring agieren dürfen. In den meisten Wrestling-Promotions beträgt diese Zeit fünf Sekunden, während die All Elite Wrestling (AEW) ein erweitertes Zeitfenster von zehn Sekunden gewährt. Diese Phase erlaubt den Partnern die Durchführung sogenannter „Double-Team Moves“, koordinierter Angriffe gegen den Gegner. Nach Ablauf dieses Zeitfensters muss der ausgewechselte Wrestler den Ring verlassen, andernfalls riskiert das Team eine Disqualifikation. Die Einhaltung dieser Regeln wird vom Ringrichter überwacht, wobei die Strenge der Regelauslegung zwischen verschiedenen Promotions variieren kann.

### Siegbedingungen und Regelwerk
Die Siegbedingungen in Tag-Team-Matches entsprechen grundsätzlich denen eines Einzelkampfes. Ein Sieg kann durch Pinfall (Schultern des Gegners für drei Sekunden auf der Matte fixieren), Submission (Aufgabe), Count-out (Auszählen) oder Disqualifikation errungen werden. Entscheidend ist jedoch, dass nur der aktuell legale Partner gepinnt werden oder aufgeben kann. Bei einem Auszählen können allerdings beide Wrestler eines Teams betroffen sein, wenn sie sich außerhalb des Rings aufhalten. Unerlaubte Eingriffe durch den inaktiven Partner können zur Disqualifikation des gesamten Teams führen. In klassischen Tag-Team-Matches gewinnt das Team, dessen Mitglied zuerst einen der genannten Siegbedingungen gegen den legalen Gegner durchsetzen kann.

### Variationen des Tag-Team-Formats
Neben der Standardform existieren zahlreiche Variationen des Tag-Team-Formats. Bei größeren Teams spricht man von „n-Men Tag-Team-Matches“, beispielsweise 6-Man-Tag (drei Wrestler pro Team) oder 8-Man-Tag (vier Wrestler pro Team). Im mexikanischen Lucha Libre werden diese als „Trios-Match“ (3 vs. 3) bzw. „Atómicos-Match“ (4 vs. 4) bezeichnet. Eine weitere Variante stellen Mixed-Tag-Team-Matches dar, bei denen Teams aus männlichen und weiblichen Wrestlern bestehen, wobei üblicherweise nur gleichgeschlechtliche Wrestler gegeneinander antreten dürfen. Spezialformate wie das Casino Tag Team Royale führen zusätzliche Regeln ein, bei denen etwa zwei Teams den Kampf beginnen und alle 90 Sekunden ein neues Team hinzukommt.

## Varianten und Sonderformen von Tag-Team-Matches
Im Laufe der Zeit haben sich zahlreiche Varianten und Sonderformen von Tag-Team-Matches entwickelt, die durch unterschiedliche Regeln, Teamgrößen oder spezielle Bedingungen gekennzeichnet sind.
Klassische Tag-Team-Matches bestehen aus zwei Teams mit jeweils zwei Wrestlern, wobei jeweils nur ein Mitglied pro Team gleichzeitig im Ring aktiv ist. Die Partner können sich durch Abklatschen (Tag) abwechseln. Diese Grundform bildet die Basis für zahlreiche Abwandlungen, die in ihrer Vielfalt an Varianten und Sonderformen dem Tag-Team-Wrestling eine große Dynamik verleihen und den Promotions ermöglichen, die Matches an Storylines, Charaktere und besondere Ereignisse anzupassen.

### Varianten nach Teamgröße und Eliminationsregeln
Multi-Team-Tag-Match
Hier treten mehr als zwei Teams gegeneinander an. Häufig sind drei oder vier Teams beteiligt, wobei jeweils nur zwei Wrestler im Ring stehen und jeder Teilnehmer jeden anderen einwechseln kann. Dies kann dazu führen, dass auch Teamkollegen gegeneinander antreten müssen.
Elimination-Tag-Team-Match
In dieser Variante werden einzelne Wrestler durch Pinfall, Aufgabe oder Disqualifikation eliminiert. Das Match läuft weiter, bis nur noch ein Team übrig ist. Besonders bekannt ist das Survivor-Series-Match, bei dem Teams aus bis zu sechs Mitgliedern gegeneinander antreten und das Ziel darin besteht, das gegnerische Team vollständig zu eliminieren.
Handicap-Tag-Team-Match
Bei dieser Sonderform stehen Teams mit ungleicher Mitgliederzahl gegeneinander, etwa zwei gegen drei oder ein Wrestler gegen ein komplettes Team. Die Regeln entsprechen meist dem klassischen Tag-Team-Match, jedoch mit dem Unterschied der Teamgrößen.

### Besondere Regelvarianten
Tornado-Tag-Team-Match

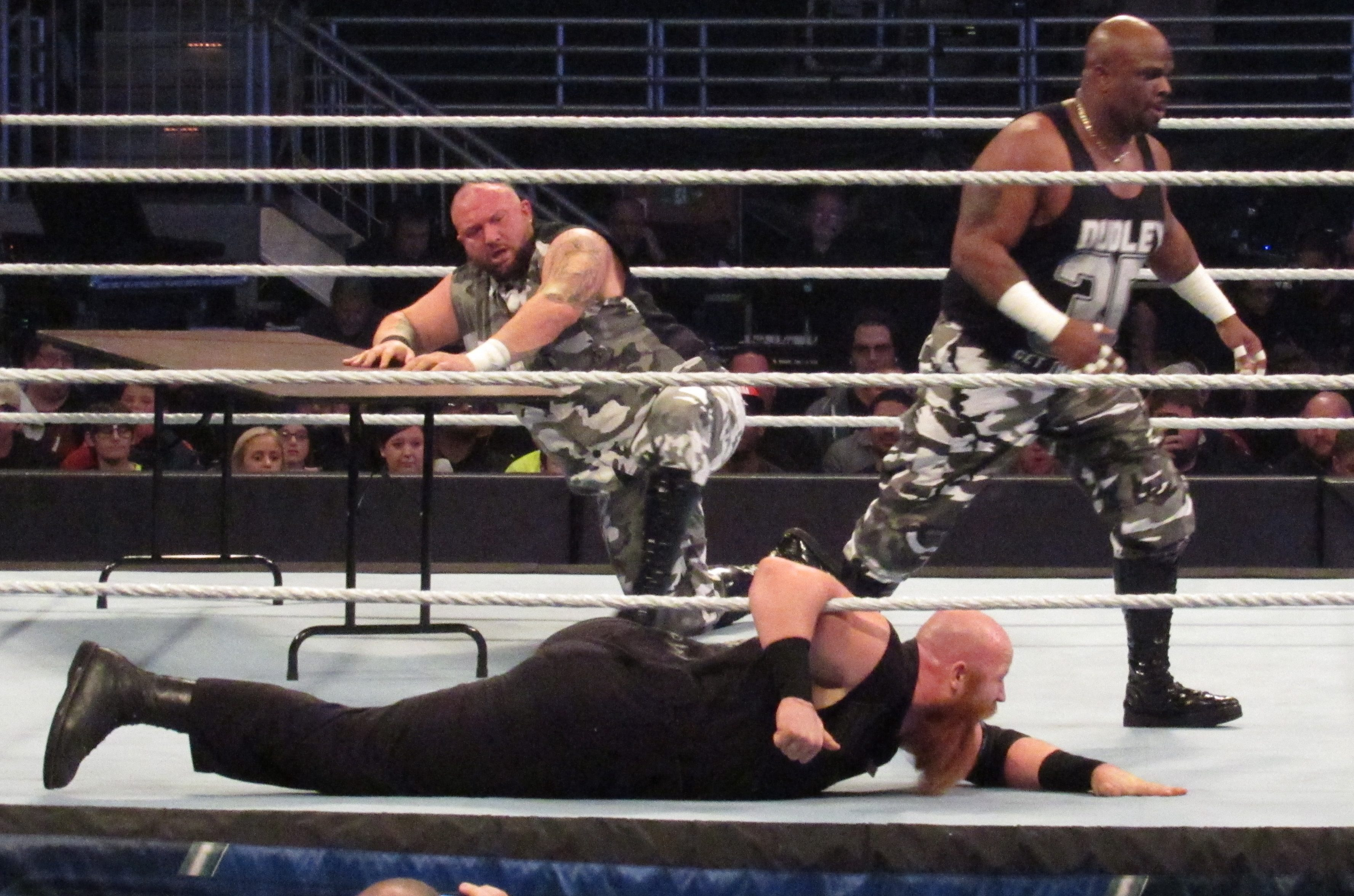
Die Dudley Boyz gegen The Wyatt Family (2016)

Hier gibt es keine festen Wechsel. Alle Mitglieder beider Teams dürfen gleichzeitig im Ring kämpfen, was zu einem unübersichtlichen und actionreichen Geschehen führen kann.
Tables,-Ladders-&-Chairs-Tag-Team-Match (TLC)
In dieser extremen Variante sind Tische, Leitern und Stühle als legale Waffen erlaubt. Ziel ist es meist, einen über dem Ring aufgehängten Gegenstand (meist einen Titelgürtel) mit Hilfe einer Leiter zu erreichen. Das erste TLC-Match wurde zwischen den Hardy Boyz, Edge & Christian und den Dudley Boyz ausgetragen und gilt als Meilenstein der Matchgeschichte.
Tables-Tag-Team-Match
Der Sieg wird errungen, indem ein Gegner durch einen Tisch befördert wird. Varianten wie „2-out-of-3-Tables“ oder Eliminierungs-Regeln sind möglich. Nicht jeder Bruch eines Tisches führt automatisch zum Sieg, etwa wenn ein Partner versehentlich durch einen Tisch fällt.
Hardcore- oder Extreme-Rules-Tag-Team-Match
In diesen Matches sind keine Disqualifikationen oder Count-Outs möglich. Der Einsatz von Waffen ist erlaubt, und der Sieg erfolgt durch Pinfall oder Aufgabe im Ring. Verschiedene Promotions nutzen unterschiedliche Bezeichnungen wie „Street Fight“ oder „Monsters Ball“ für diese Form.
Falls-Count-Anywhere-Tag-Team-Match
Hier können Pinfall und Aufgabe überall in der Halle oder sogar außerhalb erfolgen, nicht nur im Ring.
Elimination-Chamber-Tag-Team-Match
In einer speziellen Käfigkonstruktion treten mehrere Teams an, wobei jeweils zwei Teams beginnen und weitere Teams nach und nach in das Match einsteigen. Eliminierte Teams müssen den Käfig verlassen, bis ein Siegerteam feststeht.

### Geschlechterspezifische und gemischte Formen
Mixed-Tag-Team-Match
Teams bestehen aus männlichen und weiblichen Wrestlern. Es dürfen immer nur gleichgeschlechtliche Kontrahenten gleichzeitig im Ring stehen. Wird gewechselt, muss auch das gegnerische Team den entsprechenden Partner einwechseln.
Intergender-Tag-Team-Match
Im Gegensatz zum Mixed-Tag-Team-Match können hier auch Männer gegen Frauen antreten, ohne dass beim Wechsel automatisch das Geschlecht gewechselt werden muss. Diese Form ist jedoch seltener und wird meist bei besonderen Anlässen genutzt.

### Weitere Sonderformen
Gauntlet-Tag-Team-Match
Zwei Teams beginnen, das Siegerteam tritt nacheinander gegen weitere Teams an. Dies setzt sich fort, bis alle Teams angetreten sind und ein finales Siegerteam feststeht.
Four-Corners-Tag-Team Match
Vier Teams treten gegeneinander an, wobei jeweils nur zwei Wrestler im Ring stehen. Jeder kann mit jedem gewechselt werden, was taktische Besonderheiten mit sich bringt.
Lumberjack-Tag-Team-Match
Um den Ring stehen weitere Wrestler („Lumberjacks“), die verhindern sollen, dass die aktiven Wrestler den Ring verlassen oder fliehen.
War-Games-Match
Zwei oder mehr Teams kämpfen in zwei nebeneinander stehenden Ringen, die von einem Käfig umschlossen sind. Die Mitglieder betreten nacheinander das Match, wodurch Überzahlsituationen entstehen können. Ziel ist die Eliminierung aller Gegner.
Stipulation-Matches
Tag-Team-Matches können mit besonderen Stipulationen kombiniert werden, etwa „Iron Man“, „Tables“, „Ladders“, „Cage“ oder „No Disqualification“, was jeweils die Regeln und Siegbedingungen verändert.

## Bedeutende Tag Teams in der Wrestling-Geschichte

### Einflussreiche Tag Teams im Wrestling
Die Geschichte des Tag-Team-Wrestlings wird von zahlreichen einflussreichen Zweierteams geprägt, die durch ihre charakteristischen Stile, Erfolge und Innovationen die Entwicklung dieser Sportart maßgeblich beeinflussten. Die Road Warriors, auch als „Legion of Doom“ bekannt, gelten als eines der dominantesten Tag Teams der Wrestling-Geschichte und sind das einzige Team, das Tag Team Championships in allen drei großen Promotions der 1980er Jahre – American Wrestling Association (AWA), National Wrestling Association (NWA) und World Wrestling Federation (WWF) – gewinnen konnte. Ihr Debüt in der WWF erfolgte 1990, wo sie beim SummerSlam 1991 die World Tag Team Championship gegen The Nasty Boys errangen. Mit ihrem kraftvollen Stil und ihrer intensiven Präsenz beeinflussten sie zahlreiche nachfolgende Teams.
The British Bulldogs, bestehend aus Dynamite Kid und Davey Boy Smith, prägten das Tag-Team-Wrestling durch ihre technisch anspruchsvolle Ringarbeit und erzielten ihren größten Erfolg bei WrestleMania 2, als sie Brutus Beefcake und Greg „The Hammer“ Valentine besiegten und die World Tag Team Championship gewannen. Im Stu Harts berüchtigten Dungeon trainiert, kombinierte das Team technische Brillanz mit physischer Härte. Das Team galt zu ihrer Zeit als perfekte Kombination aus Kraft, Geschwindigkeit und High-Flying-Action.

### Evolution und Titelregentschaften

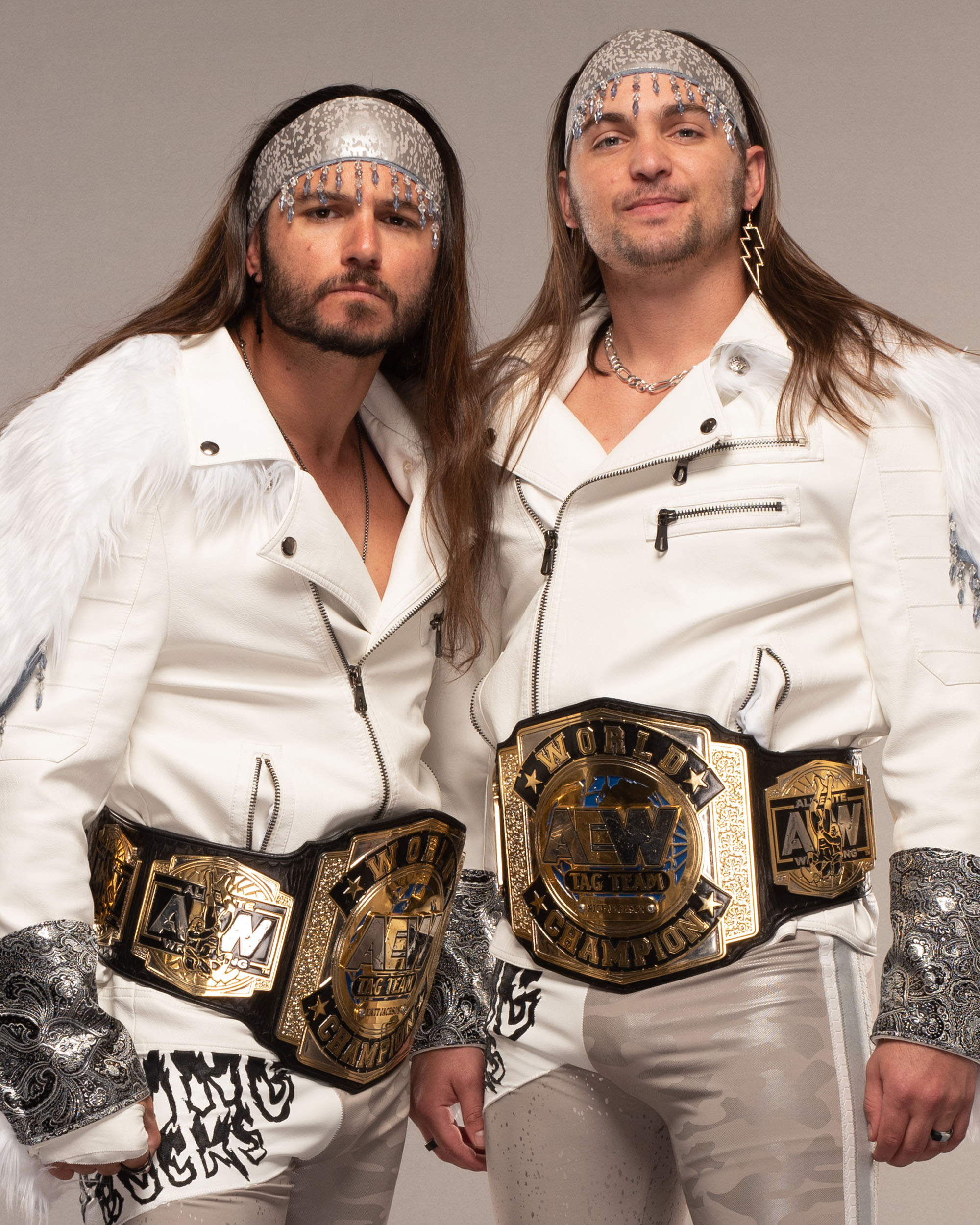
The Young Bucks als AEW World Tag Team Champions (2021)

Die Wild Samoans, bestehend aus Afa und Sika, zeichneten sich durch ihren primitiven, aber effektiven Stil aus und errangen unter dem Management von Captain Lou Albano in den frühen 1980er Jahren dreimal die WWF Tag Team Championship, bevor sie 2007 in die WWE Hall of Fame aufgenommen wurden. Die Valiant Brothers, „Luscious“ Johnny und „Handsome“ Jimmy, hielten die World Tag Team Titles für beeindruckende 370 Tage – ein Rekord, der erst 1988 von Demolition übertroffen wurde. The Hart Foundation, bestehend aus Bret „The Hitman“ Hart und Jim „The Anvil“ Neidhart, eroberte zweimal das Championship-Gold und führte denkwürdige Matches gegen Teams wie Demolition oder The Rockers. Die Dudley Boyz, die ihre Karriere als Buh Buh Ray Dudley und D-Von Dudley bei Extreme Championship Wrestling (ECW) begannen, wurden später in der WWF zu Bubba Ray und D-Von Dudley und prägten als Team 3D auch die Total Nonstop Action Wrestling (TNA). Die Hardy Boyz, Matt und Jeff Hardy, gelten als eines der ikonischsten und einflussreichsten Tag Teams, die Ende der 1990er Jahre die Szene betraten. Neuere erfolgreiche Formationen wie The New Day mit Kofi Kingston, Big E und Xavier Woods erlangten beachtlichen Erfolg mit sechs Tag Team Championships und der längsten Titelregentschaft in der Geschichte.

### Regionale und internationale Entwicklungen
Die Geschichte der World Tag Team Championship reicht bis ins Jahr 1950 zurück, als dieser Titel erstmals in San Francisco vergeben wurde. Im Laufe der Jahre entwickelten sich diverse regionale und internationale Varianten dieses Titels, darunter der World Tag Team Title der All Japan Pro Wrestling (AJPW), der 1988 aus dem World Tag Team Title der Pacific Wrestling Federation (PWF) und dem International Tag Team Title der National Wrestling Alliance (NWA) hervorging.
In Mexiko etablierte sich der World Tag Team Title der Consejo Mundial de Lucha Libre (CMLL) erst 1991 als wichtigster Tag Team Titel des Landes, obwohl die Promotion selbst bereits 1933 gegründet wurde. Die World Tag Team Championship der American Wrestling Association (AWA), die von 1960 bis Mitte der 1980er Jahre bestand, zählte zu den prestigeträchtigsten Titeln außerhalb der Territorialstruktur der National Wrestling Association (NWA) und wurde von Teams wie den Road Warriors sowie Harley Race und Larry Hennig gehalten[19]. Die Geschichte des World Tag Team Titels der World Championship Wrestling (WCW) begann bereits 1953 als Southern Tag Team Title in der Mid-Atlantic Championship Wrestling der Jim Crockett Promotions, wurde 1969 zum Atlantic Coast Tag Team Title und 1973 zum NWA World Tag Team Title, bevor er 1990 in WCW World Tag Team Title umbenannt wurde und schließlich 2001 nach dem Kauf der WCW durch die WWF in den WWF World Tag Team Titel aufging.

### Stilistische Vielfalt und Einfluss auf die Wrestling-Kultur
Die New Age Outlaws, bestehend aus „Road Dogg“ Jesse James und „Bad Ass“ Billy Gunn, prägten als Teil der D-Generation X die Attitude Era der WWF und waren für zahlreiche prägende Momente dieser Zeitperiode verantwortlich. Die Brothers of Destruction, das Team aus den Kayfabe-Halbbrüdern The Undertaker und Kane, vereinte zwei der dominantesten Einzelwrestler zu einem gefürchteten Tag Team. The Rockers, Shawn Michaels und Marty Jannetty, gelten als Pioniere des High-Flying-Stils im Tag-Team-Wrestling und inspirierten nachfolgende Generationen wie The Young Bucks, obwohl sie selbst das Championship-Gold der WWE nicht erlangen konnten. Diese stilistische Vielfalt von kraftbetonten Teams wie den Road Warriors über technisch versierte Formationen wie die British Bulldogs bis hin zu High-Flyern wie den Hardys oder den Rockers verdeutlicht die Evolution und Bedeutung des Tag-Team-Wrestlings für die gesamte Wrestling-Kultur über verschiedene Epochen hinweg.

## Dramaturgische und narrative Aspekte des Tag-Team-Wrestlings
Die dramaturgische und narrative Struktur des Tag-Team-Wrestlings stellt eine komplexe Form der körperlichen Erzählkunst dar, die auf dem Zusammenspiel mehrerer Akteure innerhalb eines festgelegten Regelwerks basiert. Die Etablierung komplementärer Rollenverteilungen innerhalb eines Teams – etwa die Kombination eines technisch versierten Wrestlers mit einem kraftvollen Partner – bildet die Grundlage für vielschichtige Erzählstrukturen. Ein zentrales narratives Element ist der „Hot Tag“, bei dem nach einer Phase der Dominanz durch die Gegner der bedrängte Wrestler („Face in Peril“) endlich den erlösenden Wechsel zu seinem Partner vollziehen kann, was zu einem dramatischen Wendepunkt im Match führt. Dieser Moment wird dramaturgisch sorgfältig aufgebaut: Der isolierte Partner gerät zunehmend in Bedrängnis, während sein Teamkollege außerhalb des Rings die Frustration und Hoffnung des Publikums verkörpert und durch seine Reaktionen den emotionalen Spannungsbogen verstärkt. Die körperliche Erzählkunst erfordert dabei eine präzise Koordination zwischen den Partnern, die gleichzeitig das „Spielen“ von Emotionen wie Schmerz und Dominanz und die technische Ausführung der Aktionen beherrschen müssen. Während des Matches pendeln sowohl die Akteure als auch die Zuschauer zwischen emotionaler Anteilnahme und analytischer Betrachtung, was eine einzigartige partizipative Rezeptionshaltung schafft.
Die narrativen Möglichkeiten werden durch die erlaubten Double-Team-Moves – koordinierte Aktionen beider Teammitglieder gegen einen Gegner – erweitert, die während einer kurzen Übergangsphase nach einem Wechsel toleriert werden und oft spektakuläre Höhepunkte der Inszenierung darstellen[15]. Die Chemie zwischen den Partnern eines Teams, die sich in synchronisierten Aktionen und nonverbaler Kommunikation während des Matches manifestiert, ist entscheidend für die narrative Qualität und Glaubwürdigkeit der Darbietung, weshalb erfolgreiche Teams häufig aus Freunden oder Verwandten bestehen, deren authentische Verbindung die inszenierte Dramaturgie verstärkt. In längerfristigen Storylines dienen Tag Teams zudem als Plattform für Charakterentwicklungen und können durch interne Konflikte oder Verratsmotive zusätzliche narrative Ebenen erschließen, die über das einzelne Match hinausreichen und zur Entwicklung komplexer, oft über Monate oder Jahre angelegter Handlungsstränge beitragen.